# 青客公寓
上海青客設備租賃有限公司 (NASDAQ：QK)是一个互联网长租公寓运营商，隶属于上海青客公共租赁住房租赁经营管理股份有限公司，2012年成立于上海。截止2018年底，青客公寓在上海、苏州、杭州、南京、武汉、北京、嘉兴等城市运营，管理近10万间房源。招股书显示，截止到2019年6月30日，青客公寓以在上海拥有超过6万间房源。

## 历史
2012年6月完成天使轮融资。2014年9月完成数千万美元A轮融资。2015年6月完成1.8亿人民币B轮融资。2018年4月，青客完成数千万美元C轮融资。
美国东部时间2019年11月5日，在纽约纳斯达克成功上市，股票代码“QK”，成为中国首家赴美上市的长租公寓品牌。
青客在集资上市后并没有归还消费者的抵押金和退房租金。这也导致在黑猫投诉上累积了超过4000的投诉个案。消费者不仅仅无法联系到相关部门处理此事，并且继续在退房后扣款。

## 外部連結
青客公寓官方网站 （页面存档备份，存于）